# دیمن هیدرینات
دیمن هیدرینات (به انگلیسی: dimenhydrinate)
رده درمانی: آنتی هیستامین .
اشکال دارویی: قرص

## موارد مصرف
دیمن هیدرینات شامل دو داروی دیفن‌هیدرامین و ۸-کلروتئوفیلین در درمان سرگیجه، تهوع، بیماری مسافرت و همچنین سرگیجه ناشی از بیماری‌های که بر روی بخش دهلیزی گوش اثر می‌گذارند (مانند التهاب پیچال (لابیرنت)) به‌کار برده می‌شود.

## مکانیسم اثر
دیفن‌هیدرامین موجود در دارو یک آنتی هیستامین است و احتمالاً با اثر ضدموسکارینی مرکزی باعث کاهش فعالیت پیچال(لابیرنت) و مرکز CTZ در بصل‌النخاع می‌شود و باعث مهار سرگیجه و تهوع می‌شود.
۸-کلروتئوفیلین یک محرک شبه کافئینی (مشتق گزانتین) است و از خواب‌آلودگی ناشی از دیفن‌هیدرامین جلوگیری می‌کند.

## فارماکوکینتیک
این دارو به‌خوبی از راه‌خوراکی جذب می‌گردد متابولیسم آن‌کبدی است و از کلیه طی ۲۴ ساعت به‌صورت متابولیت دفع می‌گردد.

## عوارض جانبی
هزیان، خواب‌آلودگی شدید، غلیظ شدن ترشحات نایژه، تاری دید، دفع مشکل یا دردناک ادرار، هیجان و زودرنجی، خشکی دهان توهم ،گشاد شدن مردمک